# Ai Yanhan
Ai Yanhan (en chino: 艾衍含; Wuhan, 7 de febrero de 2002) es una deportista china que compite en natación, especialista en el estilo libre.
Ganó tres medallas en el Campeonato Mundial de Natación entre los años 2017 y 2024. Participó en dos Juegos Olímpicos de Verano, ocupando el cuarto lugar en Río de Janeiro 2016 (4 × 200 m libre) y el séptimo en Tokio 2020 (4 × 100 m libre).

## Palmarés internacional
| Campeonato Mundial | Campeonato Mundial | Campeonato Mundial | Campeonato Mundial |
| Año                | Lugar              | Medalla            | Prueba             |
| ------------------ | ------------------ | ------------------ | ------------------ |
| 2017               | Budapest (Hungría) | Medalla de plata   | 4 × 200 m libre    |
| 2023               | Fukuoka (Japón)    | Medalla de bronce  | 4 × 200 m libre    |
| 2024               | Doha (Catar)       | Medalla de oro     | 4 × 200 m libre    |